# Locustellidae
Locustellidae é uma família de aves da ordem Passeriformes.

## Gêneros
- Amphilais
- Dromaeocercus
- Megalurus
- Cincloramphus
- Schoenicola
- Eremiornis
- Buettikoferella
- Megalurulus
- Chaetornis
- Bradypterus
- Elaphrornis
- Locustella

- Wikispecies